# Gobernación de Sinaí del Norte
La gobernación de Sinaí del Norte (árabe: شمال سيناء, Shamal Sina), es una de las veintisiete gobernaciones de la República Árabe de Egipto. Se encuentra al nordeste del país, en la parte norte de la península de Sinaí. Su capital es la ciudad de El Arish. Posee costas sobre el mar Mediterráneo.

## Distritos con población estimada en julio de 2017
- Al-'Arīsh 55,843
- Al-Ḥasanah 8,527
- Ash-Shaykh Zuwayd 60,176
- B'īr al-'Abd 55,535
- Nakhl 6,051
- Rafaḥ 75,826
- Shurṭah al-Qasīmah 12,011
- Shurṭah Rumānah 40,808

## Territorio y población
Habitan 339.752 personas dentro de la gobernación de Sinaí del Norte. A su vez, la gobernación tiene una extensión de territorio que ocupa una superficie de 27.574 kilómetros cuadrados. La densidad poblacional es de 12,3 habitantes por kilómetro cuadrado.